# مونتری
مونتری (به اسپانیایی: Monterrey)، شهر پایتخت ایالت شمال خاوری نوئوو لئون در کشور مکزیک است. این شهر در مکزیک به عنوان نهمین شهر بزرگ این کشور شناخته می‌شود. مونتری به عنوان یک مرکز تجاری در شمال کشور است و پایهٔ بسیاری از شرکت‌های مکزیکی و بین‌المللی که در مکزیک کار می‌کنند در این شهر است. شهر مونتری جایگاه دوم را از دیدگاه ثروت در کشور مکزیک و جایگاه ۶۳ را درجهان دارد، با اقتصادی که تولید ناخالص داخلی آن در سال ۲۰۰۸ میلادی به ۱۰۲ میلیارد دلار می‌رسد.
مونتری با بالاترین درآمد سرانه در کشور یکی از پیشرفته‌ترین شهرهای مکزیک است؛ و به عنوان یک شهر بسیار توسعه یافته در نظر گرفته می‌شود. اگر چه این شهر تاریخ و فرهنگ با شکوهی دارد، ولی به‌طور گسترده در مکزیک از این شر به عنوان شبیه‌ترین شهر به شهرهایی «آمریکایی» یاد می‌شود.

## آب و هوا
- میانگین بالاترین دما در سال ۲۹ سلسیوس (بالاترین دما ماه اوت ۳۶ سلسیوس)
- میانگین پایین‌ترین دما در سال ۱۷ سلسیوس (پایین‌ترین دما ماه ژانویه ۹ سلسیوس)
- بارش در سال ۵۹۱ میلی‌متر (بالاترین بارش ماه سپتامبر ۱۵۱ میلی‌متر / پایین‌ترین بارش ماه دسامبر ۱۴ میلی‌متر)

## پیشینه
مونتری در شمال خاوری مکزیک، در دامنه کوه سیرا مادرهٔ خاوری (Sierra Madre Oriental) واقع شده. پیش از بنیاد این شهر به دست اروپایهای مهاجر هیچ سندی از وجود دولت یا قبلی به‌طور شهری در این منطقه نیست.
در سده ۱۶ میلادی، منطقه‌ای که شهر مونتری در آن بنیاد شده، تا حد زیادی توسط استعمارگران اسپانیایی ناشناخته بود. نخستین تلاش بنیاد شهر، به دست آلبرتو دل کانتو (Alberto del Canto) انجام شد، و این شهر را سانتا لوسیا (Santa Lucia) نامگذاری کرد، ولی این بنیان‌گذاری ناموفق بود، چون مردم بومی (سرخپوست‌ها), مردم این شهر جدید را مورد حمله قرار دادند و آن‌ها فرار کردند.
تاریخچه شهر مونتری از سال ۱۵۹۶، با برپایی آن توسط دیه گو ده مونته مایور (Diego de Montemayor) آغاز می‌شود. این شهر در دوران استعمار اسپانیا همیشه کوچک بود، شمار مردمی که در آن زندگی می‌کرد در طول این زمان از چند صد نفر نمی‌گذشت و بیشتر به عنوان شهر میانه بین سن آنتونیو (که شهر مهمی برای تجارت با استعمارگران شمال «انگلیسی‌ها» به شمار می‌رفت)، سالتییو (که این شهر مرکز تجارت شمال کشور با پایتخت مکزیکو سیتی بود) و تامپیکو (که بندر مهمی برای گرفتن کالاها که از اروپا می‌رسید) بود.
در سال‌های پس از جنگ استقلال مکزیک، مونتری به یک مرکز تجاری مهم تبدیل شد. شهر مونتری محل نبرد خونین در طول جنگ آمریکا و مکزیک که به جانگ تن به تن در مرکز شهر کشیده شد و هر دو طرف تلفات سنگینی داشتند و به تسلیم شدن سربازان مکزیک انجامید.
گفتنی است که بسیاری از ژنرال‌های ارتش مکزیک در طول حمله فرانسه به مکزیک زادهٔ این شهر بودند.

## نام
در نخستین تلاش بنیاد این شهر، این شهر را سانتا لوسیا (Santa Lucia) نامگذاری کردند، که ناموفق بود و در سال ۱۵۸۲ دوباره این شهر بنیاد شد ولی این بار با نام «سن لویس ری د فرانسیا» / «سن لویس پادشاه فرانسه» (San Luis Rey de Francia) این بنیاد گذاری هم ناموفق بود و از سال ۱۵۸۸ و به مدت ۸ سال کسی در این شهر زندگی نمی‌کرد، تا اینکه در ۲۰ سپتامبر ۱۵۹۶ دیه گو ده مونته مایور همراه با ۱۳ خانواده، دوباره دست به بنیاد این شهر زدند و این بار در کنار چشمه سانتا لوسیا و با نام «شهر متروپولیتن بانوی ما مونتری» (Ciudad Metropolitana de Nuestra Señora de Monterrey) که کم‌کم به شهر مونتری تبدیل شد.

## امروزه
شهر مونتری دارای موقعیت‌های برجسته در بخش‌های از قبیل فولاد، سیمان، شیشه و قطعات خودرو است. ثروت اقتصادی این شهر در بخشی به دلیل نزدیکی به مرز آمریکا و پیوندهای اقتصادی به این کشور است.
این شهر از لحاظ کیفیت زندگی در آمریکای لاتین در روتبیه پنجم قرار دارد. بیش از۱۳٬۰۰۰ شرکت‌های تولیدی، ۵۵٬۰۰۰ فروشگاه‌های خرده فروشی، و بیش از ۵۲٬۰۰۰ شرکت‌های خدمات در مونتری مشغول به کار هستند.
این شهر به عنوان یک مرکز مهم تجاری و صنعتی و میزبان مجموعه‌ای از شرکت‌های مکزیکی، از جمله پمکس (Pemex)، سمکس (Cemex)، اوکسو (OXXO)، بیمبو، دینا، آبجوسازی کواکتموک مکتسوما (Cervecería Cuauhtémoc Moctezuma)، و شرکت‌های بین‌المللی از جمله سونی، توشیبا، ویرلپول، سامسونگ، تویوتا، دوو، اریکسون، نوکیا، دل، بوئینگ، اچ‌تی‌سی، جنرال الکتریک، ال جی، مرسدس بنز و ب ام و است.
تا همین اواخر، این شهر به عنوان یکی از بی خطرترین شهرها در آمریکای لاتین شناخته می‌شد؛ ولی به تازگی، شهر مونتری به یک نقطه داغ در جنگ مواد مخدر در مکزیک تبدیل شده‌است، در جایی که دو کارتل بزرگ مواد مخدر «کارتل لوس زتاس» و «کارتل دل گلفو» همزمان برای قلمرو خود علیه ارتش مکزیک در جنگ هستند.

## مترو
متروی مونتری در سال ۱۹۹۱ تأسیس شده و هم‌اکنون دارای ۲ خط و ۳۱ ایستگاه می‌باشد.

## شهرهای خواهرخوانده
مونتری ۱۹ شهر خواهرخوانده دارد
- مونتری، اسپانیا
- آریکا، شیلی
- بارسلون، اسپانیا
- کورپس کریستی، آمریکا
- دالاس، آمریکا
- ژنرال سانتوس، فیلیپین
- مونیخ، آلمان
- همیلتون، کانادا
- هیوستون، آمریکا
- یاش، رومانی
- ماریکینا، فیلیپین
- مداین، کلمبیا
- اورلندو، آمریکا
- روزاریو، آرژانتین
- سن‌آنتونیو، آمریکا
- شاوینیگان، کانادا
- شن‌یانگ، چین
- دبی، امارات متحده عربی
- تروخییو، پرو

## نگارخانه

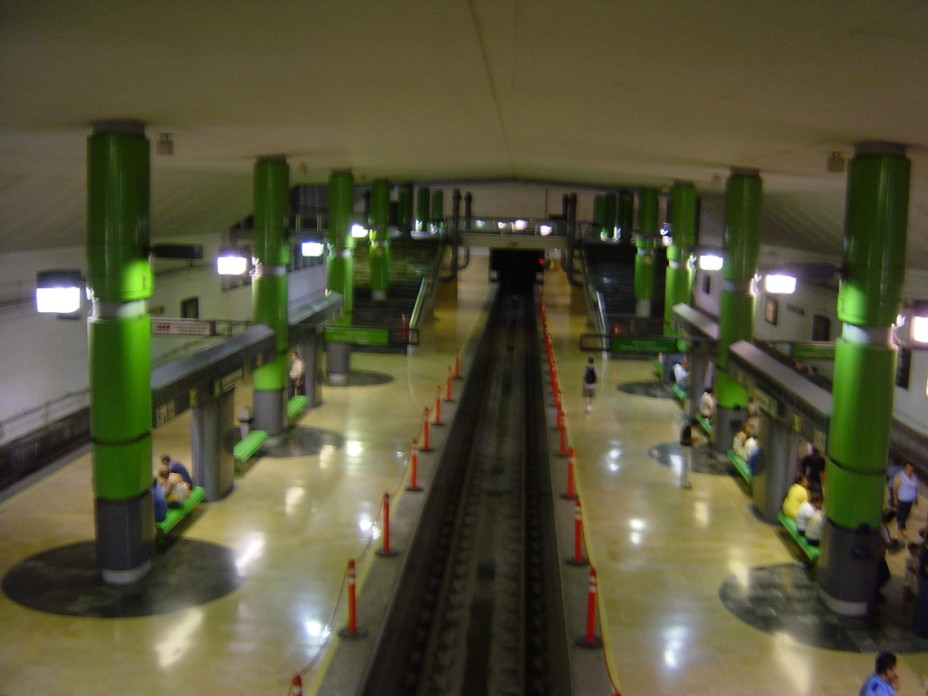
مترو در مونتری (ایستگاه کواکتموک)
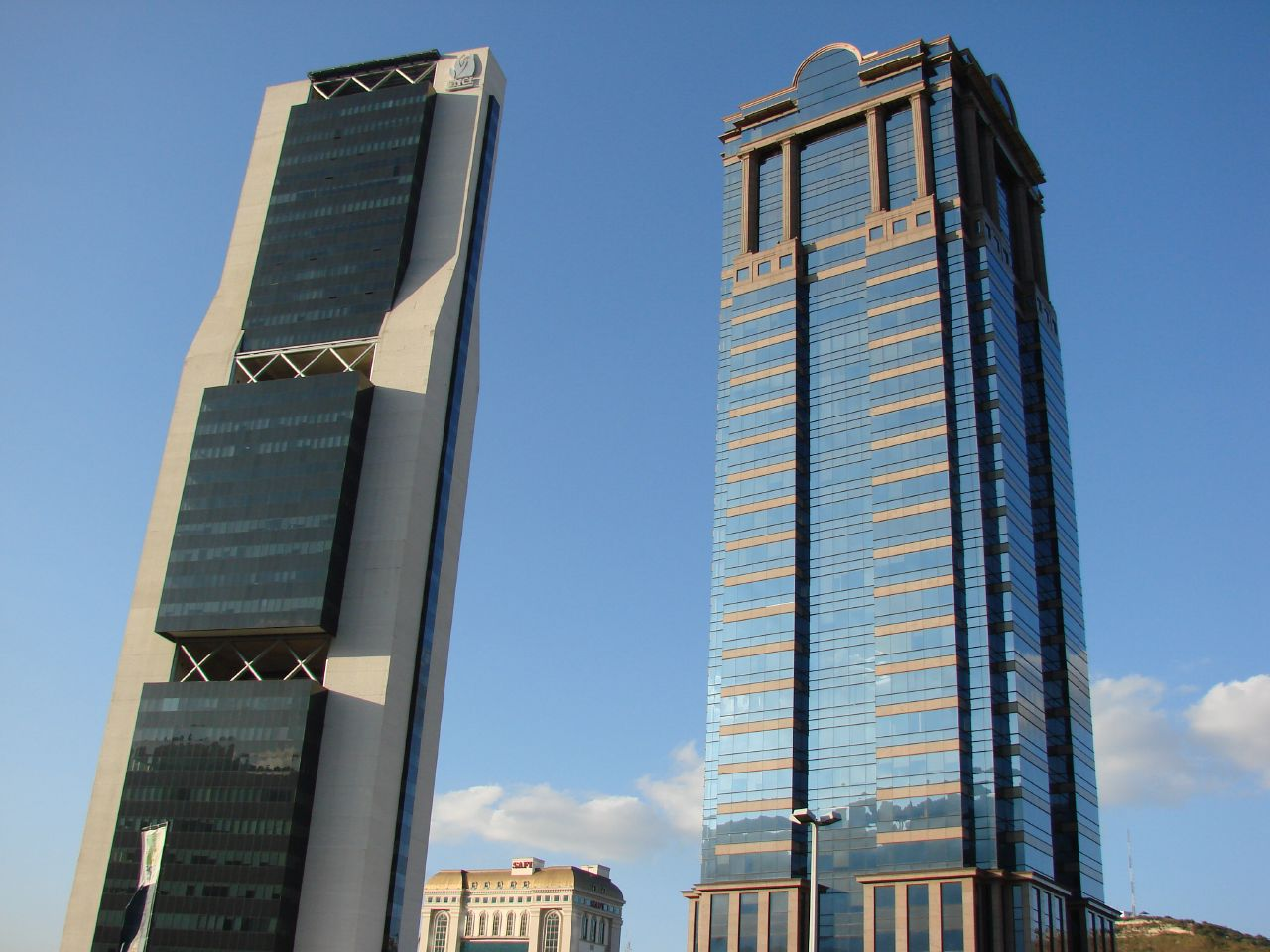
ساختمان‌های بلند شهر مونتری
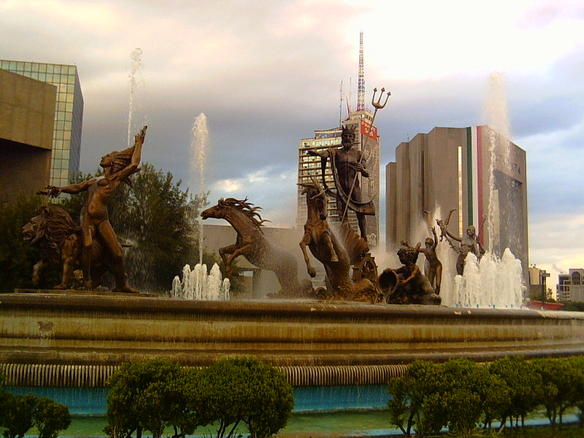
میدان نپتون در مونتری
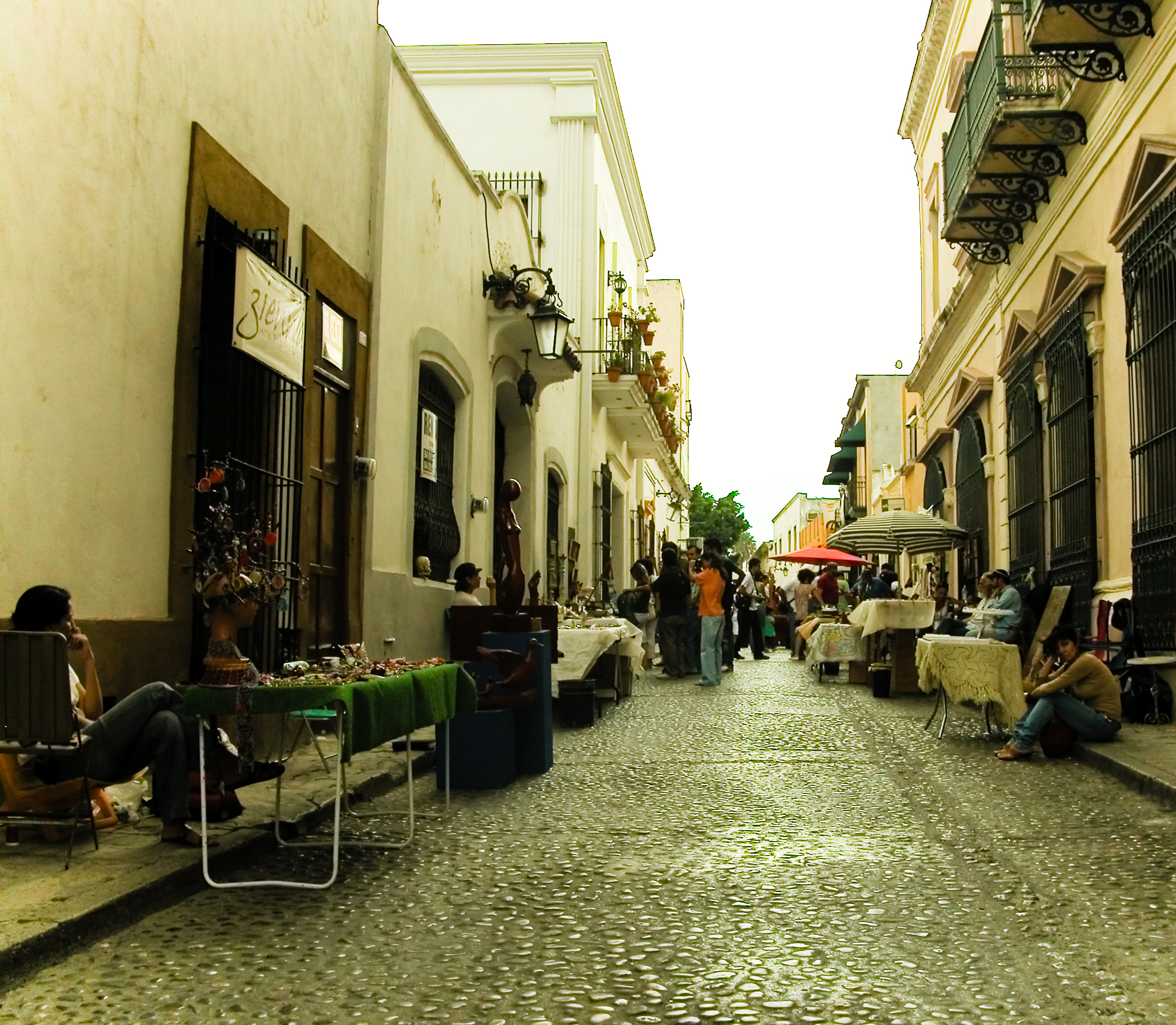
بازار خیابانی در مونتری
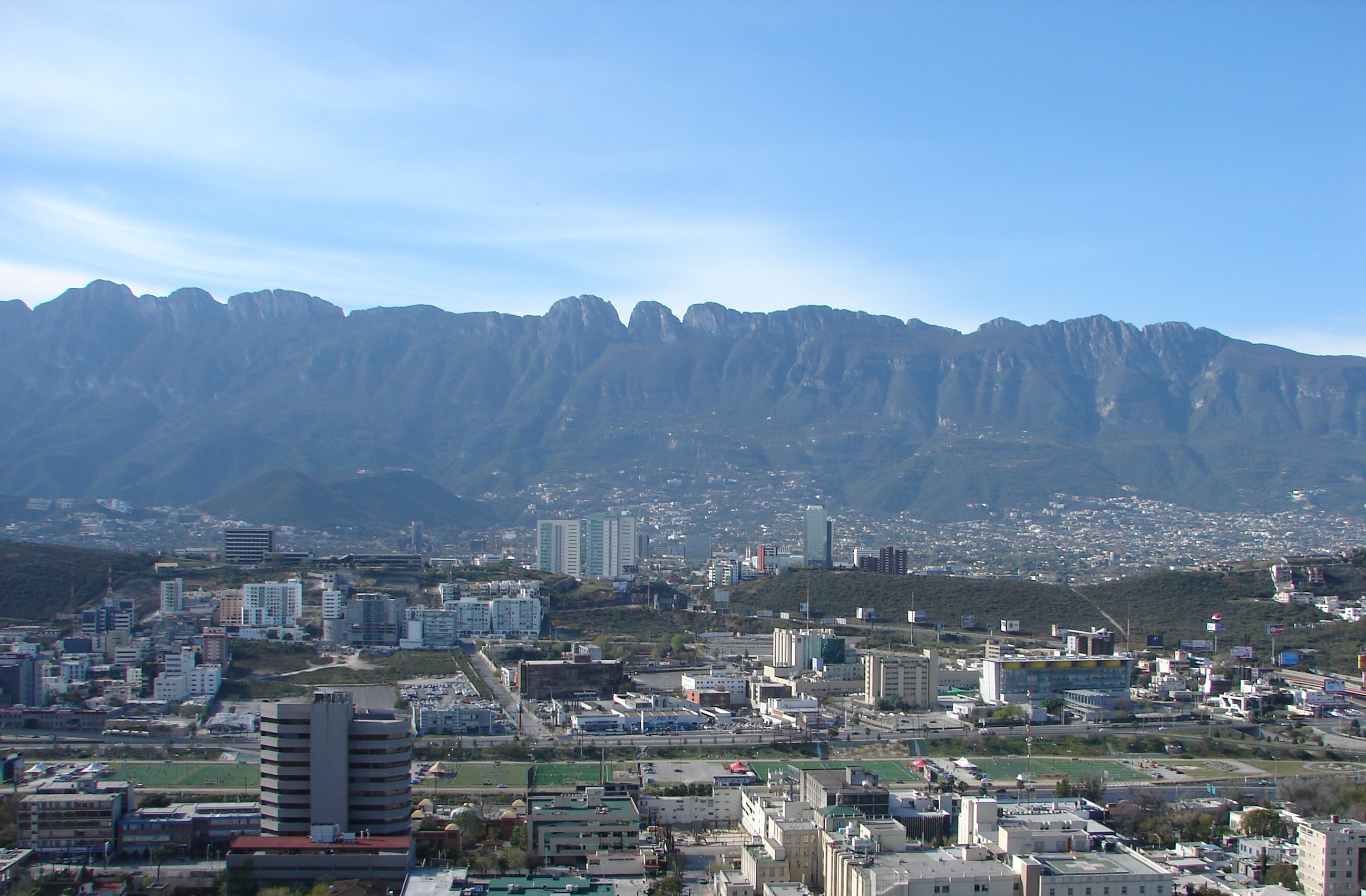
چشمانداز مونتری
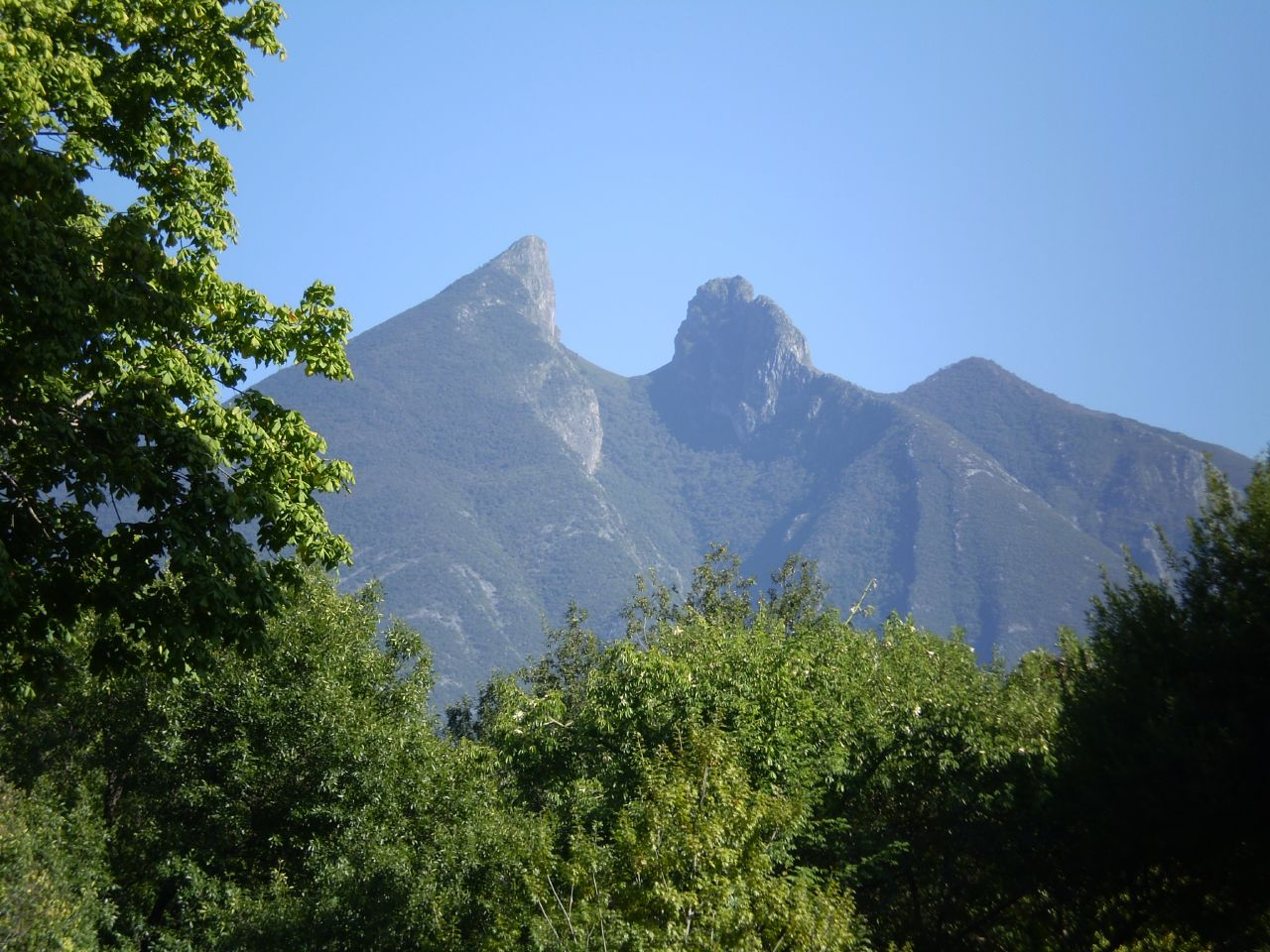
تپه زین «نمای شهر مونتری»
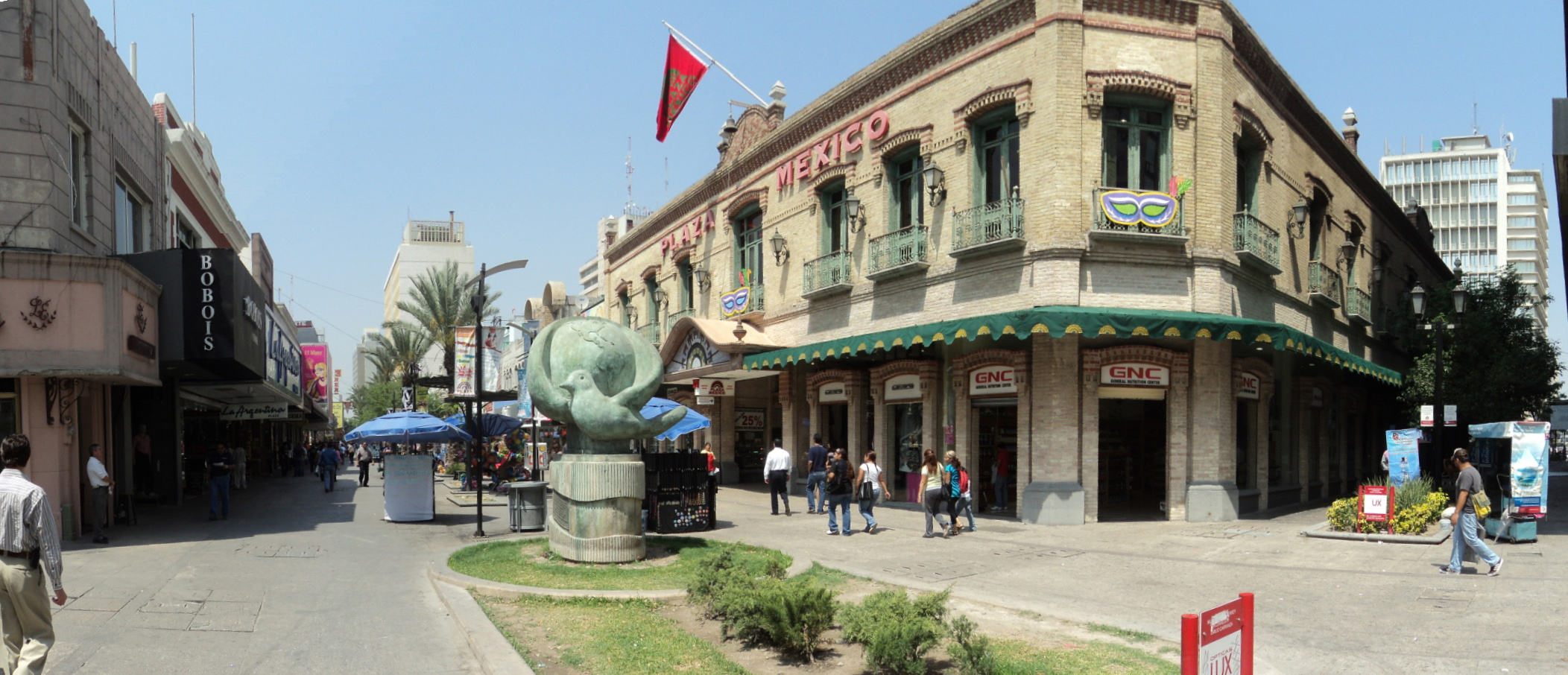
مرکز شهر مونتری
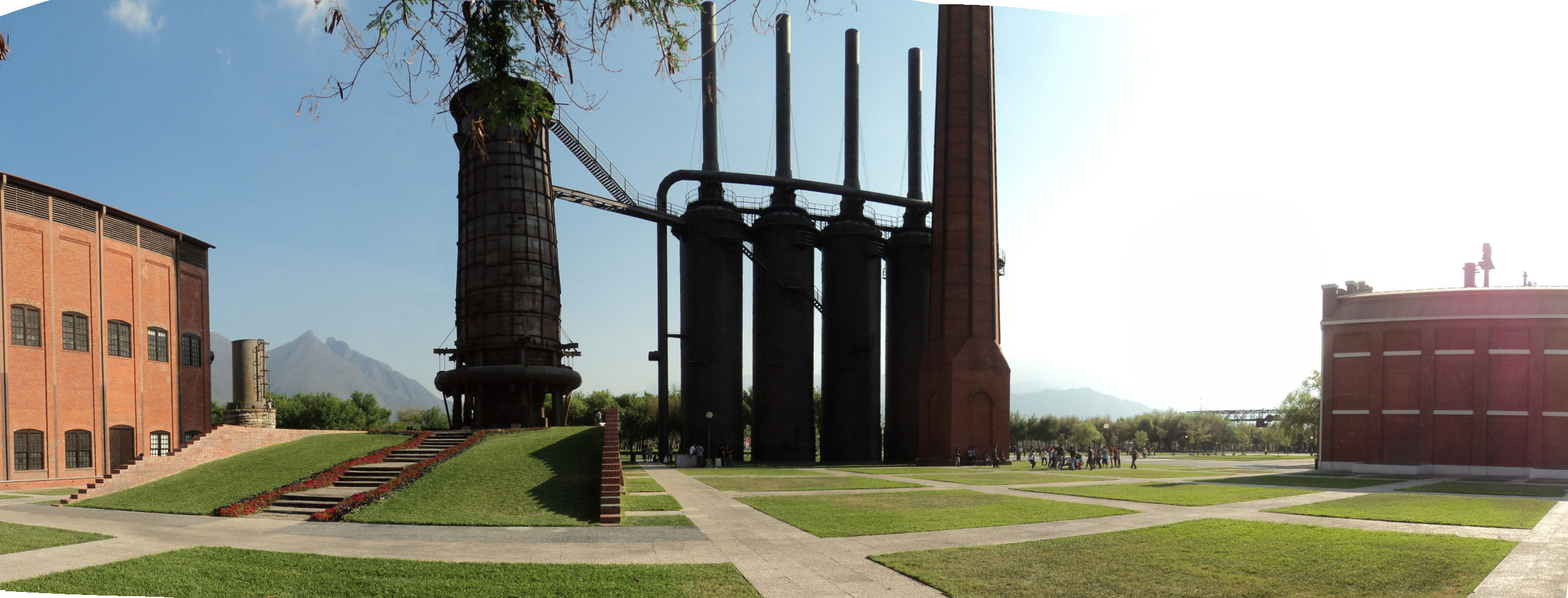
پارک ریخته گری
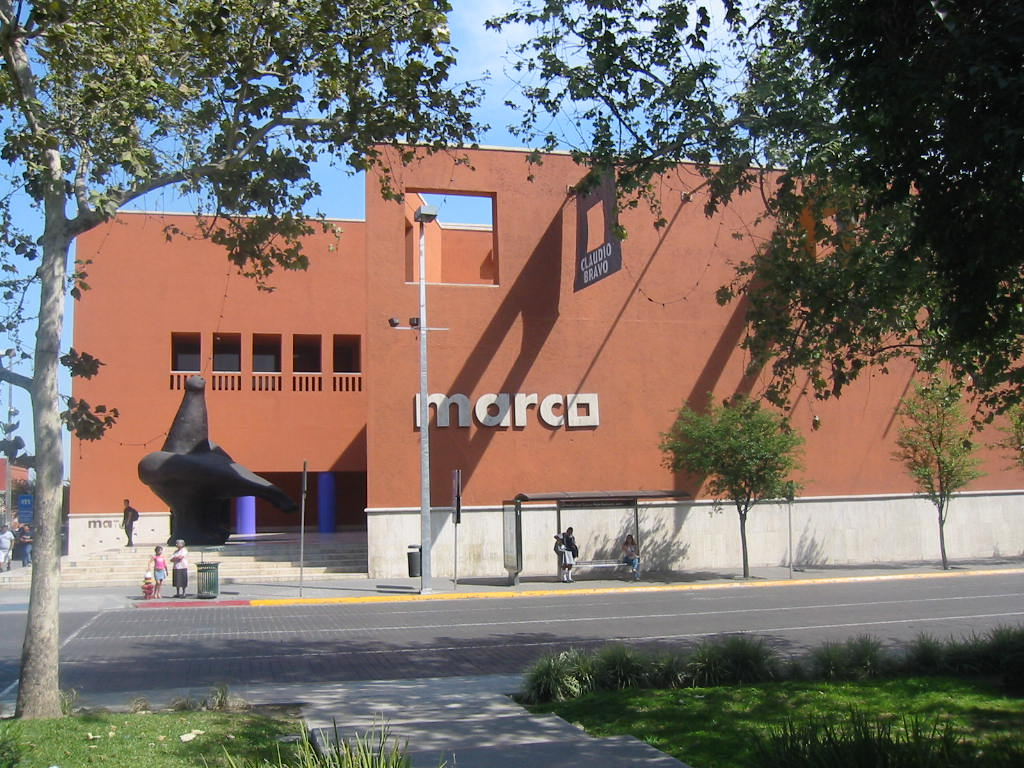
موزه هنرهای دورهٔ نو